# Shallotte
Shallotte és una població dels Estats Units a l'estat de Carolina del Nord. Segons el cens del 2000 tenia 1.381 habitants.

## Demografia
Segons el cens del 2000, Shallotte tenia 1.381 habitants, 534 habitatges i 398 famílies. La densitat de població era de 99,1 habitants per km².
Dels 534 habitatges en un 26% hi vivien nens de menys de 18 anys, en un 63,7% hi vivien parelles casades, en un 7,9% dones solteres, i en un 25,3% no eren unitats familiars. En el 21,3% dels habitatges hi vivien persones soles el 10,7% de les quals corresponia a persones de 65 anys o més que vivien soles. El nombre mitjà de persones vivint en cada habitatge era de 2,3 i el nombre mitjà de persones que vivien en cada família era de 2,64.
Per edats la població es repartia de la següent manera: un 17,8% tenia menys de 18 anys, un 4,8% entre 18 i 24, un 20,2% entre 25 i 44, un 26,4% de 45 a 60 i un 30,8% 65 anys o més.
L'edat mediana era de 52 anys. Per cada 100 dones de 18 o més anys hi havia 87,3 homes.
La renda mediana per habitatge era de 40.000 $ i la renda mediana per família de 50.069 $. Els homes tenien una renda mediana de 36.591 $ mentre que les dones 30.000 $. La renda per capita de la població era de 21.168 $. Entorn del 6,8% de les famílies i el 8% de la població estaven per davall del llindar de pobresa.

## Poblacions més properes
El següent diagrama mostra les poblacions més properes.